# Silvester Belt
Silvestras Beltė (litovsko: [sʲɪlʲˈvʲɛstrɐs ˈbʲɛlʲtʲeː]), poklicno znan kot Silvester Belt, litovski pevec in besedilopisec * 26. november 1997.

## Zgodnje življenje
Beltė se je rodil v Kaunasu v Litvi. Pri štirih letih se je začel zanimati za glasbo in začel obiskovati glasbeno šolo. Po diplomi je nadaljeval študij na konservatoriju Juozas Gruodis v Kaunasu.
Leta 2019 je diplomiral na Univerzi Westminster v Londonu. Po diplomi je začel delati v kozmetičnem salonu. Januarja 2021 se je vrnil v Litvo.

## Kariera
Leta 2010 je Beltė tekmoval na Vaikų Eurovizijos nacionalinė atranka, litovskem nacionalnem izboru za Mladinsko Pesem Evrovizije 2010. S pesmijo »Pi-pa-po« se je uvrstil v finale, kjer je med dvanajstimi finalisti zasedel 8. mesto.
Leta 2017 je Beltė, zmagal v litovski televizijski oddaji Aš – superhitas. Po zmagi se je iz rodnega mesta preselil v Vilno, kjer je kasneje izdal svoj debitantski singel »Noise«. Naslednje leto je tekmoval v šesti sezoni X Faktorius, litvoski različici The X Factor, kjer je izpadel v četrtem tednu.

### Pesem Evrovizije
Dne 19. decembra 2023 je bilo objavljeno, da bo Beltė tekmoval na Eurovizija.LT, nacionalnem izbor Litve za Pesem Evrovizije 2024 s pesmijo »Luktelk«. Na izboru je zmagal in postal predstavnik Litve na tem tekmovanju. Tekmovanje je potekalo v Malmöju na Švedskem. Nastopil je v prvem polfinalu in se uvrstil v finale, kjer je zasedel 14. mesto z 90 točkami.

## Diskografija

### Pesmi
| Naslov                                                                             | Leto | Najvišja uvrstitev na lestvici | Najvišja uvrstitev na lestvici | Najvišja uvrstitev na lestvici |
| Naslov                                                                             | Leto | LTU                            | FIN                            | ŠVE                            |
| ---------------------------------------------------------------------------------- | ---- | ------------------------------ | ------------------------------ | ------------------------------ |
| »Noise«                                                                            | 2017 | —                              | —                              | —                              |
| »Tave radau«                                                                       | 2017 | —                              | —                              | —                              |
| »Enough 4 U«                                                                       | 2020 | —                              | —                              | —                              |
| »Ar dar matai«                                                                     | 2022 | 48                             | —                              | —                              |
| »Vidury naktų«                                                                     | 2023 | —                              | —                              | —                              |
| »Luktelk«                                                                          | 2024 | 1                              | 44                             | 83                             |
| »Tyliai Tyliai«                                                                    | 2024 | —                              | —                              | —                              |
| »—« označuje singel, ki se ni uvrstil na lestvico ali ni bil izdan na tem ozemlju. |      |                                |                                |                                |